# Pierre de Fermat
Pierre de Fermat (phát âm tiếng Pháp: [pjɛʁ də fɛʁma], phiên âm: "Pi-e Đờ Phéc-ma", 17 tháng 8 năm 1607 tại Pháp – 12 tháng 1 năm 1665) là một học giả nghiệp dư vĩ đại, một nhà toán học nổi tiếng và cha đẻ của lý thuyết số hiện đại. Xuất thân từ một gia đình khá giả, ông học ở Toulouse và lấy bằng cử nhân luật dân sự rồi làm chánh án. Chỉ trừ gia đình và bạn bè tâm giao, chẳng ai biết ông vô cùng say mê toán. Mãi sau khi Pierre de Fermat mất, người con trai mới in dần các công trình của cha kể từ năm 1670. Năm 1896, hầu hết các tác phẩm của Fermat được ấn hành thành 4 tập dày. Qua đó, người đời vô cùng ngạc nhiên và khâm phục trước sức đóng góp dồi dào của ông. Chính ông là người sáng lập lý thuyết số hiện đại, trong đó có 2 định lý nổi bật: định lý nhỏ Fermat và định lý lớn Fermat (định lý cuối cùng của Fermat).
Trong hình học, ông phát triển phương pháp tọa độ, lập phương trình đường thẳng và các đường cong bậc hai rồi chứng minh rằng các đường cong nọ chính là các thiết diện cônic. Trong giải tích, ông nêu các quy tắc lấy đạo hàm của hàm mũ với số mũ hữu tỷ bất kỳ, tìm cực trị, tính tích phân những hàm mũ với số mũ phân số và số mũ âm. Nguyên lý Fermat về truyền sáng lại là một định luật quan trọng của quang học.
Dù hoạt động khoa học kiên trì và giàu nhiệt huyết, đem lại nhiều thành quả to lớn như vậy, trong suốt cuộc đời Pierre de Fermat vẫn không coi việc nghiên cứu toán làm nghề chính thức.

## Tiểu sử

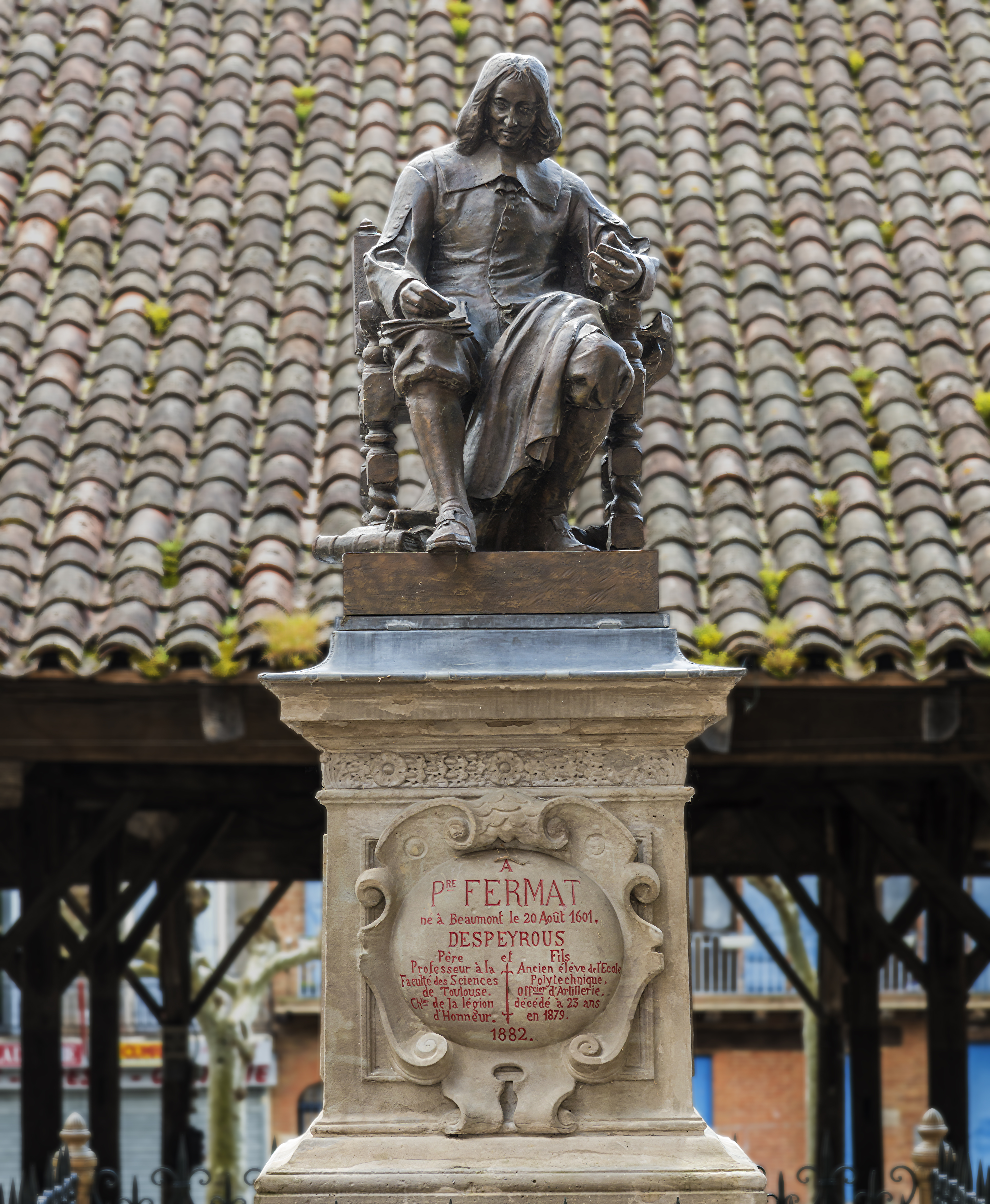
Đài tưởng niệm Fermat ở Beaumont de Lomagne.

Pierre de Fermat sinh ngày 17/8/1601 tại xã Beaumont-de-Lomagne, tỉnh Tarn-et-Garonne vùng Occitanie nước Pháp trong một gia đình khá giả. Cha ông, Dominique Fermat là một thương gia buôn bán da. Cha ông có 2 vợ, Françoise Cazeneuve và Claire de Long.
Ông theo học tại Đại học Orléanstừ năm 1623 và nhận bằng cử nhân luật năm 1626 trước khi đến Bordeaux. Ở Bordeaux, ông bắt đầu nghiên cứu nghiêm túc về toán học.
Năm 1630, ông mua văn phòng của một ủy viên hội đồng nghị viện Parlement of Toulouse, một trong những Tòa án Tối cao Pháp viện, và đã được tuyên thệ bởi Grand Chambre vào tháng 5 năm 1631. Ông làm việc trong văn phòng này từ đó cho đến cuối đời. Bằng cách đó, ông đã được đổi tên từ Pierre Fermat thành Pierre de Fermat. Ông thông thạo 6 ngôn ngữ: Tiếng Pháp, Latin, Occitan, tiếng Hy Lạp cổ, tiếng Ý và tiếng Tây Ban Nha.
Ông để lại phần lớn các công trình của mình dưới dạng thư viết cho những người bạn của ông, thường có khá ít hoặc không có nhiều bằng chứng về các định lí của ông. Ở một vài bức thư, ông đã khám phá rất nhiều ý tưởng cơ bản của Vi tích phân trước Newton hoặc Leibniz. Fermat làm toán theo sở thích nhiều hơn là trở thành một nhà toán học chuyên nghiệp. Dù vậy, ông đã có nhiều đóng góp quan trọng cho Hình học giải tích, Xác suất, Vi tích phân và Lý thuyết số.
Anders Hald đã từng viết: "Nền tảng toán học Fermat là các luận văn Hy Lạp cổ điển kết hợp với các phương pháp mới của đại số Vieta"

## Công việc
Công trình tiên phong của Fermat trong Hình học giải tích (Methodus ad disquirendam maximam et minimam et de tangentibus linearum curvarum) được lưu hành dưới dạng bản thảo vào năm 1636 (dựa trên những kết quả đã đạt được vào năm 1629), trước khi La Géométrie của Descartes xuất bản năm 1637. Bản thảo được xuất bản sau khi ông đã qua đời (1679).
Trong Methodus ad disquirendam maximam et minimam và De tangentibus linearum curvarum, Fermat đã phát triển một phương pháp (bất bình đẳng) cho việc xác định cực đại, cực tiểu và tiếp tuyến với các đường cong khác nhau tương đương với Vi phân.

## Cái chết
Pierre de Fermat mất vào ngày 12 tháng 1 năm 1665 tại Castres. Trường trung học cổ nhất và uy tín nhất ở Toulouse được đặt theo tên của ông: Lycée Pierre-de-Fermat. Nhà điêu khắc người Pháp Théophile Barrau đã tạo một bức tượng cẩm thạch và đặt tên là Hommage à Pierre Fermat để tưởng nhớ tới ông, nay bức tượng nằm ở Capitole de Toulouse.

## Định lý nhỏ Fermat
Với p là một số nguyên tố và a,p là 2 số nguyên tố cùng nhau thì chia một số a lũy thừa p cho p sẽ có số dư chính bằng a:
{\displaystyle a^{p}\equiv a{\pmod {p}}\,}

## Định lý lớn Fermat
|  |  |

Câu chuyện về định lý cuối cùng của Fermat là câu chuyện độc nhất vô nhị trong lịch sử toán học thế giới, khởi nguồn từ cổ đại với nhà toán học Pythagore. Bài toán cuối cùng (sau này giới toán học gọi là Định lý cuối cùng của Fermat, hay Định lý lớn Fermat) có gốc từ định lý Pythagore: "Trong một tam giác vuông, bình phương cạnh huyền bằng tổng bình phương hai cạnh góc vuông". Fermat thay đổi phương trình Pythagore và tạo ra một bài toán khó bất hủ.
Xét phương trình Pythagore:
{\displaystyle x^{2}+y^{2}=z^{2}\,}
Người ta có thể hỏi những nghiệm số nguyên của phương trình này là gì, và có thể thấy rằng:
{\displaystyle 3^{2}+4^{2}=5^{2}\,}
và
{\displaystyle 5^{2}+12^{2}=13^{2}\,}
Nếu tiếp tục tìm kiếm thì sẽ tìm thấy rất nhiều nghiệm như vậy. Fermat khi đó xét dạng bậc ba của phương trình này:
{\displaystyle x^{3}+y^{3}=z^{3}\,}
Ông đặt câu hỏi: có thể tìm được nghiệm (nguyên) cho phương trình bậc ba này hay không? Ông khẳng định là không. Thực ra, ông khẳng định điều đó cho họ phương trình tổng quát:
{\displaystyle x^{n}+y^{n}=z^{n}\,}
trong đó n lớn hơn 2 không thể tìm được nghiệm (nguyên) nào. Đó là Định lý Fermat cuối cùng.
Điều lý thú ở đây là phỏng đoán này được Fermat ghi bên lề một cuốn sách mà không chứng minh, nhưng có kèm theo dòng chữ: "Tôi có một phương pháp rất hay để chứng minh cho trường hợp tổng quát, nhưng không thể viết ra đây vì lề sách quá hẹp."!!;z^n=(x^2+y^2).z^(n-2)>x^n+y^n
Các nhà toán học đã cố gắng giải bài toán này trong suốt 300 năm. Trong lịch sử đi tìm lời giải cho định lý cuối cùng của Fermat có người phải tự tử và có cả sự lường gạt... Và cuối cùng nhà toán học Andrew Wiles (một người Anh, định cư ở Mỹ, sinh 1953) sau 7 năm làm việc trong cô độc và 1 năm giày vò trong cô đơn đã công bố lời giải độc nhất vô nhị vào mùa hè năm 1993 và sửa lại năm 1995, với lời giải dài 200 trang.